# Khu tự quản của Phần Lan
Khu tự quản (tiếng Phần Lan: kunta, tiếng Thụy Điển: kommun) là một cấp hành chính tự cơ sở của Phần Lan. Lãnh thổ Phần Lan được chia thành các đơn vị tự quản bình đẳng về mặt pháp luật. Một đơn vị hành chính cấp khu tự quản chỉ có thể là một huyện (kunta/kommun) hoặc một thành phố (kaupunki/stad), và cách gọi cho khu tự quản ấy do hội đồng điều phối quyết định. Các khu tự quản cung cấp ⅔ khối lượng dịch vụ công; có quyền đánh thuế thu nhập theo tỷ lệ cố định, từ 16 đến 22 phần trăm; và kiểm soát nhiều dịch vụ cộng đồng như trường học, chăm sóc sức khỏe, cung cấp nước và đường giao thông. Tuy nhiên các khu tự quản không có trách nhiệm bảo trì đường cao tốc vì đây là một trong những trách nhiệm của chính quyền cấp trung ương.